# 亚马逊之夜
亚马逊之夜（德语：nacht der amazonen）是1930年代于慕尼黑的宁芬堡宫的公园里举行的一年一度的纳粹政治宣传活动   ，一共举办过四届，分别在1936年7月27日、1937年7月31日、1938年7月30日以及1939年7月29日召开，该活动也是慕尼黑-里姆（riem）国际赛马周的晚间重要项目。在会场上，党卫队骑兵部队、秀场女郎以及国际明星会进行露天表演，与会者最多时能达到2500人。
亚马逊之夜的举办目的不仅是加大慕尼黑的旅游吸引力，还在于向外界展示纳粹政权的国际性与对外国人的友好态度，并进行纳粹意识形态宣传。

## 起源
1934年，纳粹政府在慕尼黑-里姆创办了国际赛马周，以展示慕尼黑所拥有的能达到世界级高度的赛马运动并向参观者展示纳粹新社会。赛马周的组织者是克里斯蒂安·韦伯，他与阿道夫·希特勒的私交能追溯到1920年代早期。所有国际赛马俱乐部都会受到邀请。1936年，赛马周赢家大奖“德国褐丝带”（brown ribbon of Germany）所附属的奖金额较往年增加了一倍，达到了10万帝国马克，也成了全欧洲金额最高的单项奖励。1936年同样也是一个特殊的纪念年份，即“慕尼黑赛马运动500周年纪念”，当届比赛还包含了其他几项活动。据韦伯表示，作为赛马周中的重要环节，晚会应当在国内外都产生足够的影响力。韦伯因此和慕尼黑及南巴伐利亚旅游部门领导paul wolfrum一同创造了所谓的亚马逊之夜，一场观者达1万人的晚间活动。为达到自夸以及美化纳粹统治体系的目的，韦伯将巴伐利亚国王曾经的夏季居所选定为亚马逊之夜的会场。

## 初期工作以及资金支持
在亚马逊之夜举办之前，表演人员进行了长达数周的紧张排练，活动只此一天，不会安排延期或改期。晚会耗资巨大，纳粹政权下的德国褐丝带组织全权包揽了资金支持。在1936年的第一届晚会上，两个通向会场的道路以及整座宫殿都被加装上了电力照明，这也是巴伐利亚王宫历史上的第一次。巴伐利亚州立宫殿、花园及湖泊管理部门（Bavarian administration of state-owned palaces，gardens and lakes）对晚会的担心也已被告知举办方，比如：大规模烟火表演可能导致的火灾危险、马蹄、人群以及地下设施可能导致的破坏。最后，会场安保人员由党卫队提供。

## 内容
每届亚马逊之夜都包含有两个不同部分，但在每年的活动中，这两个部分的内容都不一样，过于露骨的纳粹政治宣传内容则被排除在晚会节目之外。除了国际明星之外，上百匹赛马也会参与表演。晚会的第一部分的主题为历史，时代背景被设置在彬彬有礼的18世纪，其中的节目也因此被扣上了“堕落颓废”的帽子。而在晚会的第二部分中，登上舞台的则是经纳粹意识形态美化过后的“新时代”与“优等种族”主题。借着所谓的“古代神话”背景，晚会中的裸体内容一年比一年多。一座由德国画家、雕塑家弗朗茨·冯·施图克于1913-1914年创作的雕塑则被纳粹视为亚马逊女战士题材雕像中的最佳作品。1936年，位于慕尼黑的施图克别墅前竖立起了一座该雕塑的复制品。
1936年，慕尼黑的德意志剧院（deutsches theater münchen）的经理hans gruß负责导演当年的亚马逊之夜。1937年的亚马逊之夜则是由paul wolz导演，接下来的两届晚会的导演也是他。晚会中的舞蹈节目的灵感则来源于由乌发电影公司和好莱坞出品的最新电影。

## 照明技术
电力工程师wilhelm hindelang负责晚会的照明工作，hindelang在1936年于纽约学习、工作期间对百老匯劇院的多种照明系统以及尼亚加拉瀑布的晚间照明系统进行了研究。亚马逊之夜的照明工作让他在这方面的创意与专业知识有了用武之地。Hindelang制定了照明计划并用紫外线制造了照明效果，计划中还包含了水下聚光灯以及从下向上打光的舞池照明。晚会中用于导演指挥以及照明指导的一大部分照明和电话系统都由国防军直接提供。1938年，hindelang这位极富热情和照明创意的业余电影制作者还使用柯达克罗姆胶卷对晚会进行了摄制。这次拍摄很有可能是全德国首次在夜间进行的彩色影片拍摄。

## 马术
党卫队骑师们为营造出更隆重的效果还使用了古典盛装舞步学校（the high school of classical dressage）所教授的骑术。而这些骑师中有很多人同时还是达豪集中营的党卫队骷髅总队的看守。曾经获奖的骑师、克里斯蒂安·韦伯的门生以及党卫队里姆骑术学校（ss main riding school riem）校长（1937年上任）赫爾曼·菲格萊因负责对晚会上的骑手和亚马逊女战士们的训练工作。

## 舞蹈
慕尼黑州立芭蕾舞团参加了1936年的第一届亚马逊之夜，但在纳粹眼里，古典芭蕾舞的“日耳曼气息”不够浓重，其背后的“外国影响”也有损德国的民族荣誉感，所以从1937年开始，亚马逊之夜便收录了范围更广的多种舞蹈门类。舞蹈演员们遵照纳粹意识形态发明了所谓的“新舞蹈”，纳粹少女团体“美丽与信仰”的成员也曾在需用到大量演员的场景中出场。

## 名人
每一年的亚马逊之夜都会请来享有国际声望的明星，比如，1936年的亚马逊之夜就请到了来自纽约的舞蹈家margaret severn以及和伦敦科文特花园俄罗斯芭蕾舞（ballet russe）团一同到来的eugene iskoldoff。在接下来的几年里，柏林的scala-girls团体以及hiller-girls团体都曾到场表演，像hans-hermann nissen和erna sack这样的歌手也曾到场献唱。

## 裸体
克里斯蒂安·韦伯在1937年于巴黎举办的“现代生活中的艺术与科技国际博览会”（international exposition of art and technology in modern life）上学到了很多，在对巴黎的歌舞表演以及娱乐场所有了了解之后，韦伯认为“我们的裸体德国少女要比那些法国女人好看得多。”而他对亚马逊之夜所作出的总结则是：“我们只需脱光我们的女孩们的衣服，再把她们放到聚光灯之下，之后那些有钱的男人们便会舍弃巴黎而来到慕尼黑了。”从1938年的亚马逊之夜开始，晚会上负责表演的只穿肉色内裤的女孩的数量越来越多。1938年的亚马逊之夜上，首次出现的场景是150名男女演员都从头到脚被涂上了古铜色的化妆颜料，这也给他们带来了巨大的健康隐患。

## 音乐
音乐表演中的第一部分为号角齐鸣，接下来的则是一些德国军事进行曲。之后，古典音乐和人声歌唱交替进行，狩猎号角和高山民乐也是音乐的一部分。

## 观众与表演场所
宁芬堡公园里设置了观众站席，名人嘉宾则在城堡的门阶上拥有专有的荣誉位置。1936年的首届亚马逊之夜上，几乎全欧洲的国王都到场了。城堡被灯光照亮，外挂架上燃烧着火焰，城堡人工河里还巡游着贡多拉。

## 安全预防措施
每年的亚马逊之夜开始前，盖世太保成员都会对宁芬堡宫及其周边的大面积地区进行彻底检查，以确保当希特勒亲自到场时会场的绝对安全。但希特勒从未亲临亚马逊之夜的会场，他本人更喜欢与亚马逊之夜同期举办的拜罗伊特音乐（主要演奏威廉·理查德·瓦格纳的歌剧作品）。